# Sonaco Sector
Sonaco Sector är en sektor i Guinea-Bissau.   Den ligger i regionen Gabú, i den nordöstra delen av landet, 140 km öster om huvudstaden Bissau. Antalet invånare är 39 875. Arean är 784 kvadratkilometer.
Terrängen i Sonaco Sector är platt.